# Alois Mrštík
Alois Mrštík (ur. 14 października 1861 w Jimramovie, zm. 24 lutego 1925 w Brnie) – czeski pisarz i dramaturg.

## Życie
Urodził się 14 października 1861 w mieście Jimramov na Wyżynie Czesko-Morawskiej. Jego rodzicami byli szewc Alois Mrštík (1834–1918) oraz krawcowa Františka (z domu Elisová). Był najstarszy z czwórki rodzeństwa. Jego młodszy brat Vilém (1863–1912) został wybitnym prozaikiem, autorem powieści realistycznych i impresjonistycznych oraz szkiców z podróży. Kolejny z braci, František (1865–1909), był magistrem farmacji, natomiast Norbert (1867–1905) – tłumaczem z języka rosyjskiego i polskiego oraz felietonistą.
W 1869 rodzina Mrštíków przeniosła się do miejscowości Ostrovačice w pobliżu Brna. Do kolejnej przeprowadzki, tym razem w celach edukacyjnych, doszło w 1874. Bracia przeprowadzili się do Brna, gdzie Alois skończył szkołę średnią, a następnie szkołę nauczycielską. Po ukończeniu studiów w roku 1881 otrzymał posadę młodszego nauczyciela w miejscowości Starý Lískovec w okolicy Brna (dziś dzielnica Brna – Brno-Starý Lískovec). Rok później pracował jako nauczyciel w miejscowościach Rakvice, Hrušovany u Brna i Těšany. W 1889 został kierownikiem szkoły w miasteczku Diváky u Hustopeče, gdzie się osiedlił. W 1901 ożenił się z Marią (nazwisko panieńskie Bezděková), z którą miał syna Karola, urodzonego w 1905. Oprócz tego Alois miał również nieślubnego syna Franciszka (urodzonego w 1882, matką była Magdaléna Smržová z miejscowości Starý Lískovec).
Oprócz dwudziestosiedmioletniej działalności literackiej redagował wraz z bratem Vilémem w latach 1907–1910 czasopismo „Moravsko-slezská revue”. W 1920 przeszedł na emeryturę. W swojej gminie Diváky stał się znanym pszczelarzem. Zmarł w lutym 1925 po zarażeniu się tyfusem w szpitalu w Brnie.

## Twórczość
Alois Mrštík rozpoczął literacką karierę prozami publikowanymi w czasopismach „Vesna” i „Národní noviny”. Pisał również do gazet takich jak „Moravská orlice”, „Zlatá Praha”, „Světozor”, „Národní listy”, „Máj”. Jego literackim debiutem był zbiór szkiców z podróży i opowiadań Dobre dusze (Dobré duše). Jednym ze szczytowych osiągnięć jego twórczości jest dramat Maryša, napisany we współpracy z bratem Vilémem. Temat utworu Alois przywiózł z Těšan – postać tytułowej bohaterki została oparta na autentycznej osobie, Marii Horákovej, którą pisarz poznał podczas swojej pracy jako nauczyciel. Pierwotnie Alois planował wykorzystać ten motyw w powieści, ale Vilém namówił go do napisania dramatu.
Owocem braterskiej współpracy była również książka Żony Bavlnky i inne opowiadnia (Bavlnkovy ženy a jiné povídky). W swoim największym, dziewięciotomowym dziele Rok na wsi (Rok na vsi) Alois czerpał ze swojego długiego pobytu w miasteczku Diváky. Dziesięcioletnia praca była po raz kolejny uwieńczona braterską kooperacją – to Vilém wpłynął na ostateczny kształt Roku na wsi.
Kolejnymi dziełami Aloisa były: Opowiadania i obrazki (Povídky a obrázky), Hore Váhom, Srebrna nić (Nit stříbrná; zbiór opowiadań, wspomnień, szkiców z podróży i obrazków z podróży po południu). Zasługi Aloisa Mrštíka zostały nagrodzone członkostwem w Czeskiej Akademii Nauk i Sztuk, której członkiem został 17 czerwca 1924 roku.

### Dzieła beletrystyczne
- Dobré duše (Dobre dusze) – opowiadania, pierwsze wydanie w 1893.
- Bavlnkovy ženy a jiné povídky (Żony Bavlnky i inne opowiadnia) – we współpracy z bratem Vilémem, pierwsze wydanie w 1897.
- Rok na vsi (Rok na wsi) – powieściowa kronika, publikowana w czasopiśmie Květy w latach 1899–1902, a następnie wydana w latach 1903–1904.
- Povídky a obrázky (Opowiadania i obrazki) – pierwsze wydanie w 1911.
- Hore Váhom – obrazy z Tatr, pierwsze wydanie w 1919.
- Nit stříbrná (Srebrna nić) – zbiór 49 opowiadań, wspomnień, szkiców z podróży i obrazków z podróży po południu, pierwsze wydanie w 1926[10].

#### Rok na wsi
Opus magnum twórczości Mrštíka jest kronika morawskiej wsi zatytułowana Rok na wsi. Jest to obraz życia na wsi na pograniczu Hany i Słowacka. Tym dziełem Alois Mrštík wniósł nowe, realistyczne elementy do wyobrażenia wsi. Pokazał osobliwe życie na Morawie w ciągu roku kościelnego, pełnego zwyczajów, radości i nieszczęść. Jego książka wywiera wrażenie raczej swoimi przekonującymi szczegółami, plastycznym nakreśleniem postaci i żywymi, realistycznymi dialogami, niż całościową koncepcją. W drugim wydaniu Roku na wsi z roku 1921, już po tragicznej śmierci Viléma, Alois dopisał brata jako współautora. Vilém, znany ze swoich impresjonistycznych opisów przyrody, był prawdopodobnie współautorem lirycznych opisów w powieści.

### Przedstawienia teatralne

#### Maryša
Sztuka ta należy do szczytowych osiągnięć czeskiego realistycznego dramatu końca XIX wieku. Wywarła znaczący wpływ na rozwój czeskiej twórczości dramatycznej. Struktura sztuki jest prosta, a postacie bardzo umiejętnie stworzone. Maryša to surowy dramat dziewczyny wydanej za mąż za bogatego wdowca wbrew jej woli. Jej nieszczęście prowadzi do buntowniczego aktu – zabójstwa męża. Pierwotnie Alois planował opisać tę historię w formie powieści, ale Vilém namówił go do formy dramatu. Prawdopodobnie miał znaczny wpływ także na finalną wersję dramatu. W roku pierwszego książkowego wydania (1894) Maryša była odegrana w Teatrze Narodowym w Pradze. Do dziś jest częścią klasycznego repertuaru czeskich teatrów. Była odgrywana również za granicą.